# 74B trolibusz (Budapest)
A budapesti 74B jelzésű trolibusz a Puskás Ferenc Stadion és a Károly körút (Astoria) között közlekedett 2015 decemberétől 2016. január 6-ig. A vonalon kizárólag a 9000-es pályaszámú fénytrolibusz közlekedett. A vonalat a Budapesti Közlekedési Zrt. üzemeltette. A járművet a Kőbányai troli és autóbuszgarázs állította ki.

## Története
2015-ben indult el Budapesten először Solaris fénytrolibusz, mely december 13. és 2016. január 6. között az erre az alkalomra indított 74B vonalon közlekedett.

## Menetrend
| Üzemidő                                       |             |
| 2015. december 13.                            | 9.57–20.08  |
| 2015. december 20., 25-27., 2016. január 1-3. | 16.57–21.48 |
| 2015. december 21-23.                         | 16.44–21.49 |
| 2015. december 28-30.                         | 16.41–21.49 |
| 2016. január 4-6.                             | 16.45–21.49 |

## Útvonala
| Károly körút (Astoria) felé | Puskás Ferenc Stadion felé |
| --- | --- |
| Puskás Ferenc Stadion M vá. – Hungária körút – Kerepesi út – Ifjúság útja – Stefánia út – Ajtósi Dürer sor – Ötvenhatosok tere – Dózsa György út – Dembinszky utca – Wesselényi utca – Dohány utca – Károly körút (Astoria M) vá. | Károly körút (Astoria M) vá. – Dohány utca – István utca – Ajtósi Dürer sor – Stefánia út – Hungária körút – Puskás Ferenc Stadion M vá. |

## Megállóhelyei
| 0  | Puskás Ferenc Stadion M végállomás  | 18 | 95, 130, 195 75, 77, 80, 80A 1 396, 397, 398, 399, 2100, 2102, 2103, 2104, 2105, 2106, 2107, 2110, 2111, 2112, 2113, 2114, 2304 Távolsági járatok |
| 1  | Puskás Ferenc Stadion M             | ∫  | 95, 130, 195 75, 77, 80, 80A |
| 3  | Szobránc köz                        | 16 | 75, 77 |
| 4  | Egressy út / Stefánia út            | 15 | 75, 77 |
| 6  | Stefánia út / Thököly út            | 13 | 5, 7, 110, 112, 239 72, 75 |
| 8  | Zichy Géza utca                     | 11 | 74, 75 |
| 9  | Ötvenhatosok tere                   | ∫  | 74, 75, 79 |
| ∫  | Ötvenhatosok tere (István utca)     | 9  | 30, 30A, 230 74, 75, 79 |
| 11 | Dembinszky utca                     | ∫  | 30, 30A, 230 74, 75, 79 |
| 12 | Nefelejcs utca                      | ∫  | 74, 78 |
| ∫  | Nefelejcs utca / István utca        | 7  | 74, 78, 79 |
| 14 | Rózsa utca                          | ∫  | 73, 74, 76 |
| ∫  | Rottenbiller utca / István utca     | 6  | 73, 74, 76, 79 |
| 15 | Almássy tér                         | ∫  | 74 |
| ∫  | Rózsák tere                         | 5  | 73, 74, 76 |
| ∫  | Szövetség utca                      | 4  | 74 |
| 16 | Wesselényi utca / Erzsébet körút    | ∫  | 74 4, 6 |
| ∫  | Blaha Lujza tér M                   | 3  | 5, 7, 7E, 8, 99, 107, 110, 112, 133, 178, 233, 239 74 4, 6, 28, 37, 37A, 62                                                                       |
| 18 | Nyár utca                           | ∫  | 74 |
| ∫  | Nagy Diófa utca                     | 1  | 5, 7, 8, 110, 112, 178, 239 74 |
| 20 | Károly körút (Astoria M) végállomás | 0  | 5, 7, 8, 9, 15, 107, 110, 112, 115, 133, 178, 233, 239 74 47, 48, 49                                                                              |